# Jócsák János
Jócsák János (Újvidék, 1917. október 2. – Kolozsvár, 1962. szeptember 20.) magyar tankönyvíró,  irodalomtörténész.

## Életútja
Középiskolai tanulmányait a kolozsvári Református kollégiumban végezte (1934), felsőfokú tanulmányait a kolozsvári egyetemen kezdte meg 1937-ben, majd a Bolyai Tudományegyetemen szerzett magyar nyelv és irodalom szakos tanári oklevelet (1947). Kolozsvári középiskolákban tanított.
Az 1950-es években úttörő volt tankönyvírói tevékenysége: magyar olvasókönyveket szerkesztett az V–VII. osztályosok számára (a szerzők nevének feltüntetése nélkül, 1954–55), majd Csehi Gyulával és Fejér Miklóssal együtt Irodalomtörténeti alapfogalmak címen tankönyvet s egy szöveggyűjteményt állított össze (1956) a VIII. osztály használatára, Fejér Miklóssal és Székely Erzsébettel pedig közösen szerkesztették meg a IX. osztályosok magyar irodalomtörténetét és szöveggyűjteményét (1957); ezek szakítva az előző évek dogmatikus merevségével, érvényt szereztek az irodalmi művek esztétikai értékelésének s a sajátos nevelői szempontoknak. Elismeréssel írta az Igaz Szó: "...ilyen igényes, széles ismeretkörre kiterjedő magyar irodalomtörténeti tankönyv még nem jelent meg hazánkban."
Jócsák János és a többi kiváló tankönyvíró munkája nem ért célba, jött az 1958-as koncepciós tankönyvper, melyben számos magyar tanárt vád alá helyeztek, vallatták, megkínozták őket, Jócsák sem térhetett vissza tanítani.